# 阿罗克特
阿罗克特（匈牙利語：Ároktő），是匈牙利包尔绍德-奥包乌伊-曾普伦州所辖的一个村。总面积46.41平方公里，总人口1075，人口密度23.2人/平方公里（2011年1月1日）。